# Christina Guirlande
Christina Guirlande (Moerzeke, bij Denderdmonde, 11 november 1938) is een Vlaams schrijfster en onderwijzeres. Zij werd geboren als Godelieve De Beule.
Na de lagere school in haar geboortedorp studeerde zij voor onderwijzeres aan de Normaalschool O.L.V. Presentatie te Sint-Niklaas. Zij gaf daarna enkele jaren les aan de Oefenschool van hetzelfde instituut.
Op haar dertiende begon ze met het schrijven van verhaaltjes maar vooral van gedichten. De Schelde speelde er een grote rol in. Ze gebruikte toen al het pseudoniem Guirlande, gevonden in het jeugdboek 'Sabinneke' van Beatrijs Vermeyen. Volgens haar 'een jeugdzonde waar je levenslang voor boet'.
Als onderwijzeres schreef zij voor haar leerlingen verhalen, gedichten en toneelstukjes. Die werden meestal gepubliceerd in de tijdschriften van Averbode. Zij was een van de eersten in Vlaanderen om voor de jeugd over de Derde Wereld te schrijven. Haar verhalen voor jonge kinderen spelen zich overwegend af in de wereld van de fantasie.
Zij schrijft ook gedichten voor volwassenen, gebundeld in tien dichtbundels. Talrijke gedichten werden in bloemlezingen opgenomen, onder andere bij Davidsfonds, Lannoo, Poëziecentrum. Een vijftigtal gedichten werden getoonzet door diverse toondichters. Zij vertaalt eveneens gedichten uit en naar het Frans. Zij schrijft, dikwijls in opdracht, teksten voor tiener- en kinderliederen.
Tot hiertoe werden meer dan 700 verhalen, gedichten en korte essays gepubliceerd in tijdschriften, periodieken of weekbladen. Voor haar jeugdboeken ontving zij onder andere tweemaal de Boekenleeuw. Ook haar gedichten werden meermaals bekroond.
Van 1977 tot 1981 maakte Christina Guirlande deel uit van de Adviescommissie voor de Letterkunde (nu Vlaams Fonds voor de Letteren) en was jarenlang secretaris van de Vereniging van Kunstenaars voor de Jeugd.